# Richia serana
Richia serana är en fjärilsart som beskrevs av Smith 1910. Richia serana ingår i släktet Richia och familjen nattflyn. Inga underarter finns listade.